# Jukun Takum
Das Jukun (Njikum) oder präziser Jukun Takum ist eine jukunoide Sprache des Kamerun, welche als Handelssprache in Nigeria verwendet wird.
Obwohl es mit 2.500 Sprechern im Kamerun und wenigen Dutzend in Nigeria (Stand 2000) nur noch wenige Muttersprachler der Sprache gibt, wird das Jukun Takum in Nigeria von mehreren Zehntausend (40.000 im Jahre 1979) als Zweitsprache verwendet.
Der Name Jukun ist eine Dachbezeichnung für mehrere verwandte jukunoide Sprachen, wie das weitaus sprecherreichere Jukun Wapan.